# Ḩamzānlū
Ḩamzānlū (persiska: حمزانلو) är en ort i Iran.   Den ligger i provinsen Nordkhorasan, i den nordöstra delen av landet, 600 km öster om huvudstaden Teheran. Ḩamzānlū ligger 1 152 meter över havet och antalet invånare är 417.
Terrängen runt Ḩamzānlū är kuperad åt sydost, men åt nordväst är den platt. Terrängen runt Ḩamzānlū sluttar norrut.Runt Ḩamzānlū är det ganska glesbefolkat, med 27 invånare per kvadratkilometer. Närmaste större samhälle är Bojnourd, 4,6 km norr om Ḩamzānlū. Omgivningarna runt Ḩamzānlū är i huvudsak ett öppet busklandskap.